# Pseudophilautus halyi
Pseudophilautus halyi é uma espécie de anfíbio da família Rhacophoridae. Foi endémica do Sri Lanka.